# فرودگاه نیروی هوایی سلطنتی چارترهال
فرودگاه نیروی هوایی سلطنتی چارترهال (به انگلیسی: RAF Charterhall) یک فرودگاه نظامی است . این فرودگاه در کشور اسکاتلند قرار دارد .